# Observatorio Vulcanológico de Alaska
El Observatorio Vulcanológico de Alaska (en inglés: Alaska Volcano Observatory) es un programa conjunto del Servicio Geológico de Estados Unidos, el Instituto Geofísico de la Universidad de Alaska Fairbanks, y la División Geológica y de estudios geofísicos estatal de Alaska (ADGGS). El AVO se formó en 1988, y utiliza recursos federales, estadales y universitarios para monitorear y estudiar la vulcanología de Alaska, los volcanes peligrosos, hace estudios para predecir y registrar la actividad eruptiva, y mitigar los peligros volcánicos a la vida y la propiedad. La página web del Observatorio permite a los usuarios monitorear volcanes activos, con sismógrafos y Cámaras Web que se actualizan con regularidad. AVO ahora controla más de 20 volcanes en la ensenada de Cook (Cook Inlet), que está cerca de los centros de población de Alaska, y el Arco de las Aleutianas (Aleutian Arc), debido al peligro que los penachos de ceniza representan para la aviación.